# Орден Корони Короля Звонимира
Орден Корони короля Звонимира — державна нагорода Незалежної Держави Хорватії. Встановлена як «видимий знак нагороди за заслуги, зроблені в мирний час або під час війни, для хорватського народу та Незалежної Держави Хорватія». 
Заснована хорватським лідером Анте Павеличем 15 травня 1941 року. Володарі великого ордена та орденоносці першого ступеня отримували звання лицаря (витязя).
Зворотній бік нагороди містив напис: 1076 – рік коронації короля Звонимира та 1941 – рін встановлення Хорватської Держави. Спереду був напис "Бог і Хорвати" (Bog i Hrvati).
Володарі Великого Ордену:
- Володимир Лакса
- Іван Перцевич
- Адольф Сабляк
- Едмунд Гляйзе фон Горстенау
- Герман Герінг.